# Storskär (vid Vikarskärsfjärden, Kökar, Åland)
Storskär är en ö i Åland (Finland). Den ligger i Skärgårdshavet och i kommunen Kökar i landskapet Åland, i den sydvästra delen av landet. Ön ligger omkring 65 kilometer sydöst om Mariehamn och omkring 230 kilometer väster om Helsingfors.
Öns area är 11,7 hektar och dess största längd är 0,5 kilometer i nord-sydlig riktning.